# Somme (Einheit)
Somme war ein französisches Stückmaß. 
- 1 Somme = 12.000 Stück Nägel